# DuBose Heyward
Edwin DuBose Heyward (Charleston, 31 de agosto de 1885 — Tryon, 16 de junho de 1940) foi um escritor norte-americano, mais conhecido pelo romance Porgy, de 1925. Ao lado de sua esposa, Dorothy Heyward, adaptaram-no como uma peça de mesmo nome. 